# Zuckerfabrik Dürnkrut

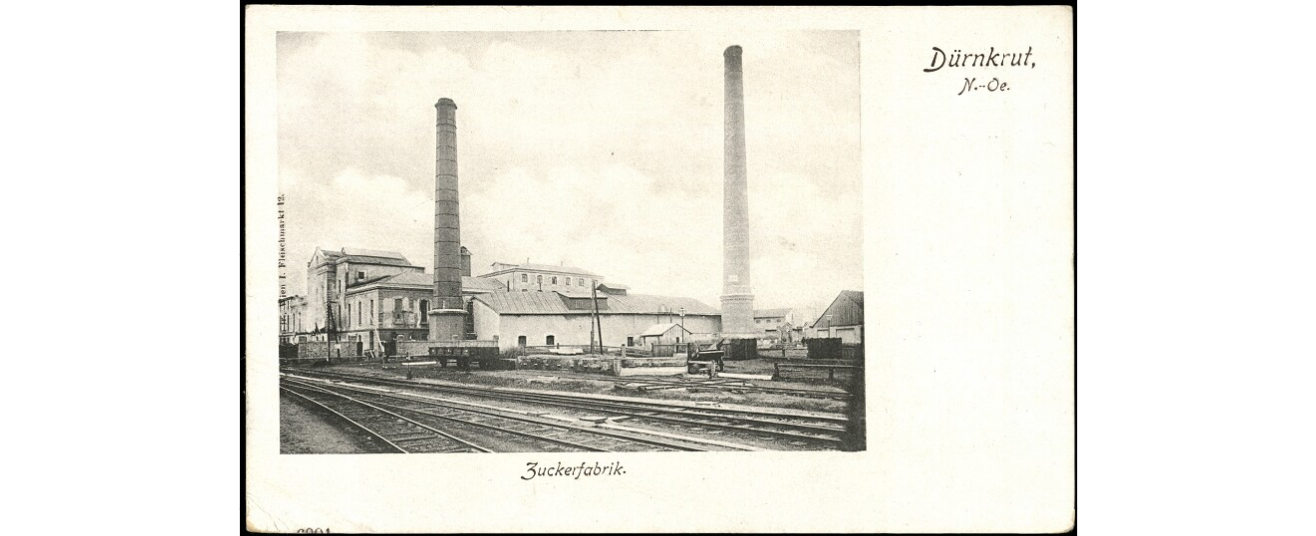
Zuckerfabrik in Dürnkrut vor 1907

Die Zuckerfabrik Dürnkrut war eine Zuckerfabrik in Dürnkrut im niederösterreichischen Marchfeld, die von 1844 bis 1978 in Betrieb war.

## Geschichte
Die älteste Zuckerfabrik der österreichischen Stammlande wurde 1844 von Ferdinand Dolainski und Johann Baptist Ghirardello in Dürnkrut errichtet. Sie war seit 1926 im Besitz der Leipnik-Lundenburger Zuckerfabriken AG (LLZ) unter Leitung von Richard von Skene senior (1867–1946). Mit dem Anschluss wurde auch die Dürnkruter Zuckerfabrik durch die Hauptvereinigung der Deutschen Zuckerwirtschaft in Berlin kontrolliert. Nach dem Zweiten Weltkrieg erhielt die Firmenleitung 1949 wieder die volle Hoheit über die Fabrik, die in der Folge mit anderen Fabriken als Marchfelder Zuckerfabriken firmierte. Im März 1976 wurden diese mit jenen der Familie Strakosch (Hohenauer und Enns) als neue Sugana Zucker GesmbH fusioniert. Die Zuckerfabrik in Dürnkrut wurde stillgelegt.